# Tomba dei giganti di Su Mont'e s'Abe
La tomba dei giganti di Su Mont'e s'Abe è un sito archeologico situato nel territorio del comune di Olbia, in provincia della Gallura Nord-Est Sardegna.

## Descrizione
Analogamente ad altre tombe dei giganti della Gallura, venne realizzata in due fasi costruttive principali. Nella prima fase, inquadrabile nel periodo della cultura di Bonnanaro, venne edificata una tomba ad allée couverte; successivamente, nella seconda fase, durante l'età nuragica (1600 a.C. circa), l'allée couverte venne trasformata in tomba dei giganti con la realizzazione dell'esedra e della stele di cui oggi rimangono poche tracce.
La tomba, che misura circa 28 metri in lunghezza e 6 in larghezza, venne scavata e restaurata negli anni sessanta.

## Galleria d'immagini

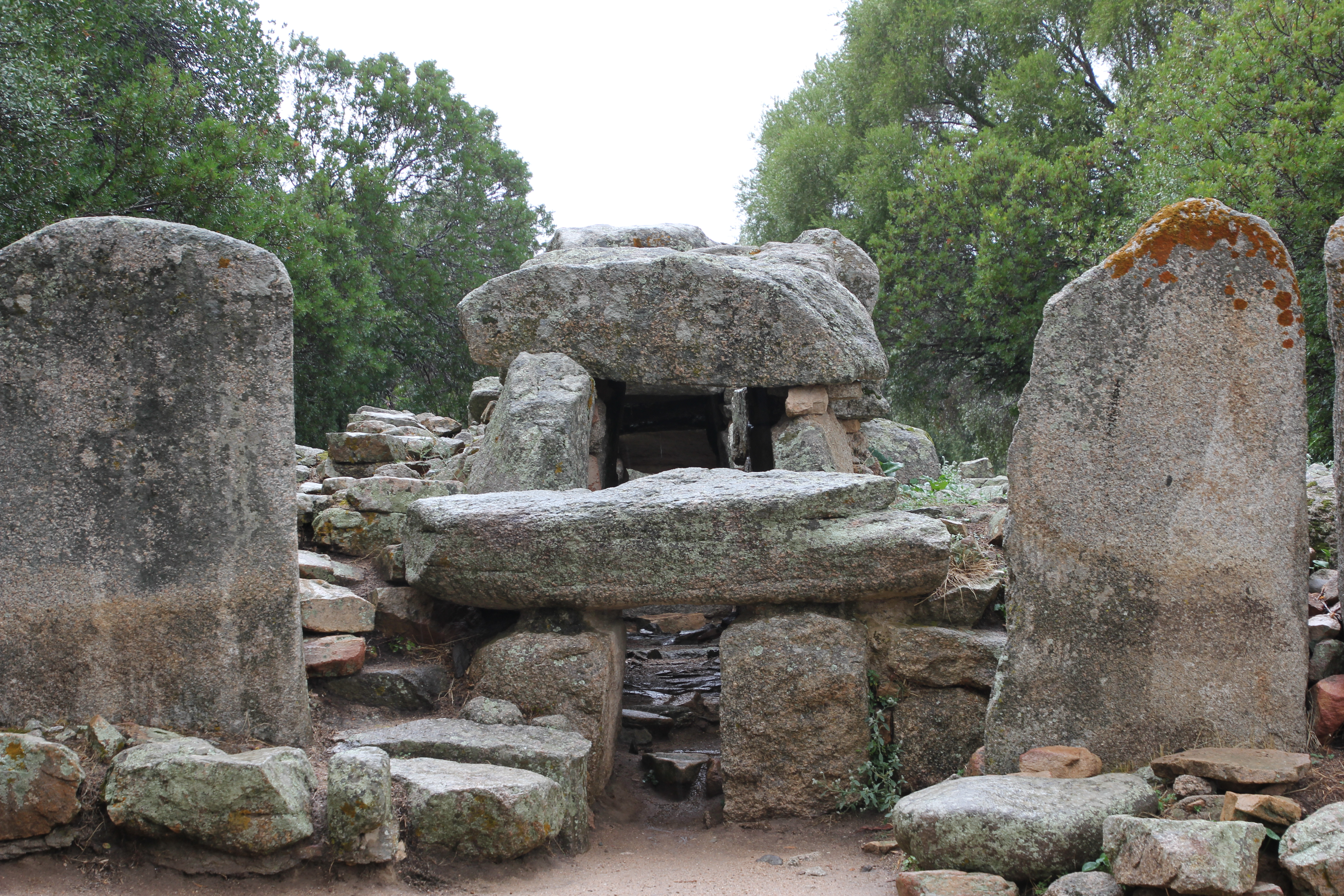
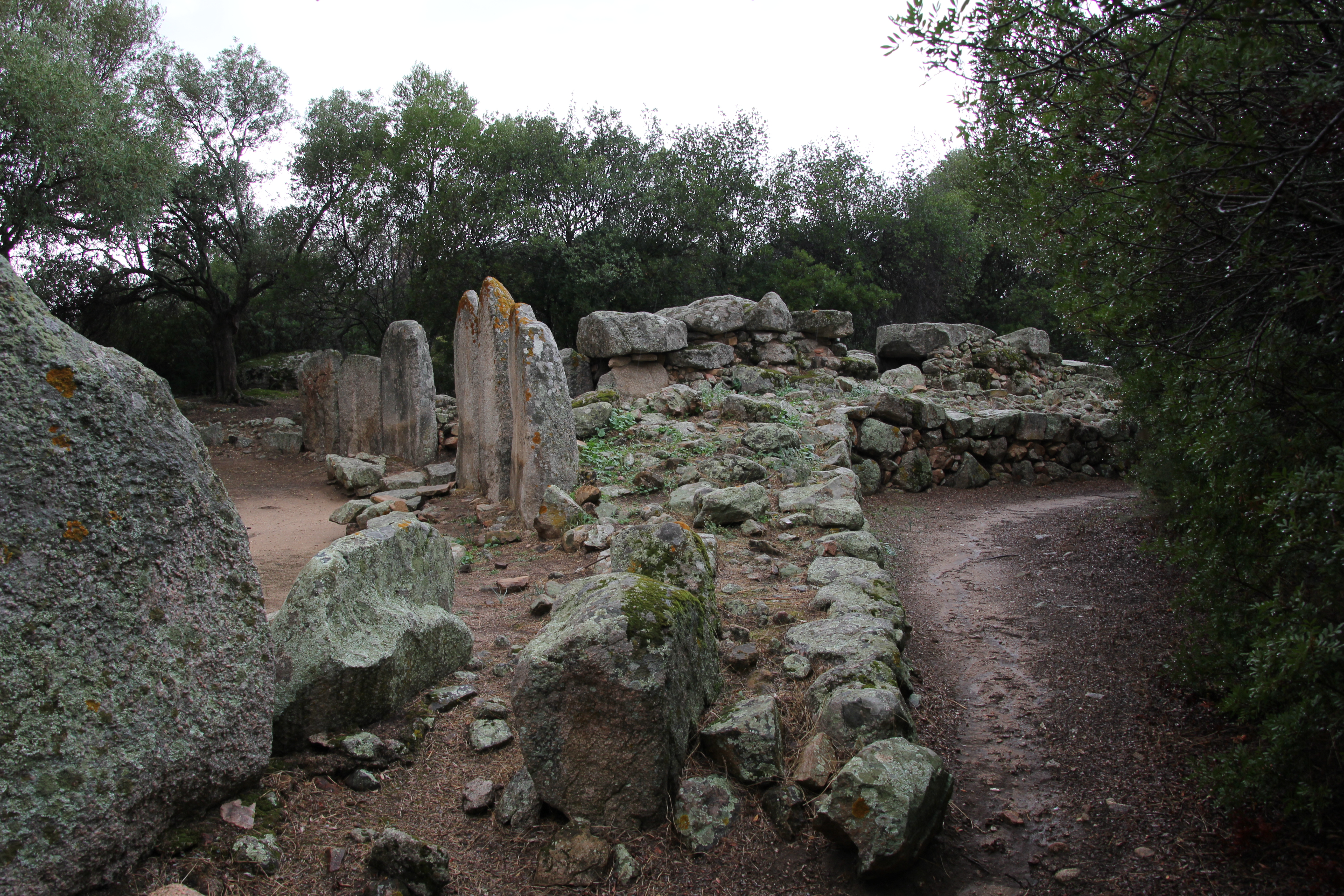
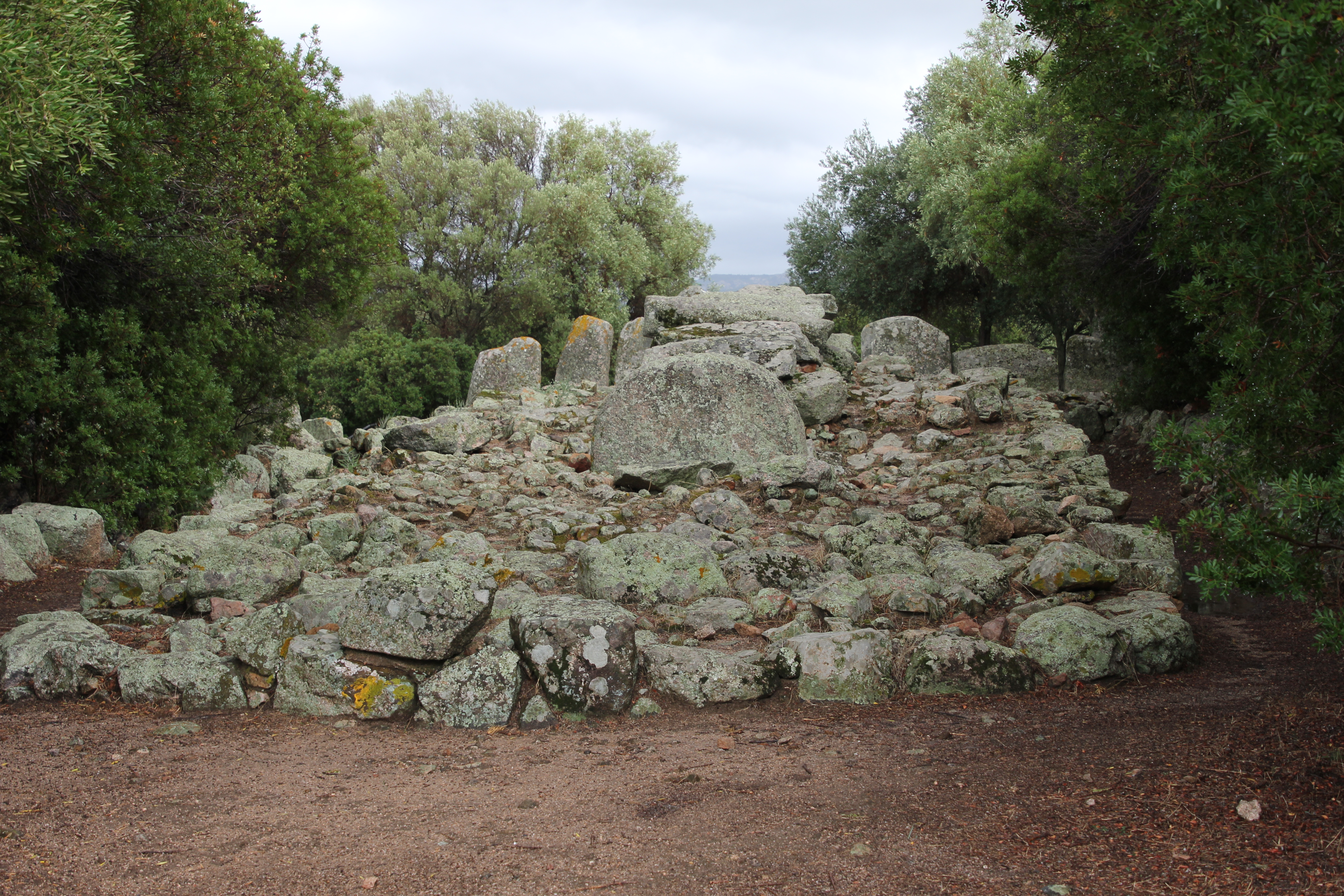
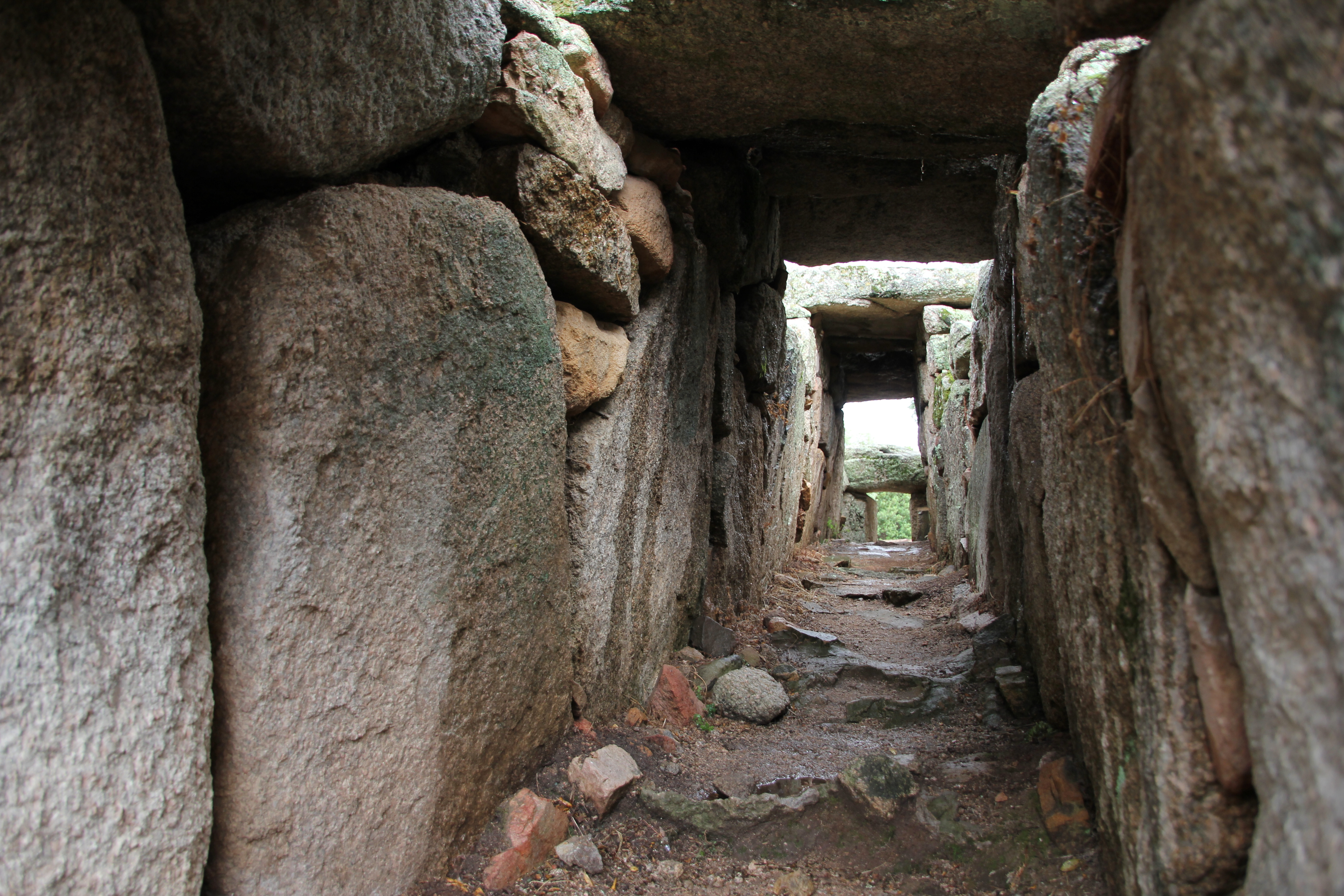